# Mikel Merino
Mikel Merino Zazón (phát âm tiếng Tây Ban Nha: [ˈmikel meˈɾino]; sinh ngày 22 tháng 6 năm 1996) là một cầu thủ bóng đá chuyên nghiệp người Tây Ban Nha hiện đang thi đấu ở vị trí tiền vệ cho câu lạc bộ Premier League Arsenal và đội tuyển bóng đá quốc gia Tây Ban Nha.
Bắt đầu sự nghiệp thi đấu của mình trong màu áo Osasuna vào năm 2014, Merino chuyển sang khoác áo cho Borussia Dortmund và Newcastle United nhưng không tạo được tiếng vang. Đến năm 2018, sự nghiệp của anh chỉ thật sự chói sáng khi anh trở về quê hương đầu quân cho câu lạc bộ Real Sociedad, nơi anh và các đồng đội giành cúp Copa del Rey trong mùa giải 2019–20. Năm 2024, anh chuyển sang khoác áo cho câu lạc bộ Arsenal.
Ở màu áo đội tuyển quốc gia, Merino từng tham dự hai kỳ UEFA U-21 Euro và giành chức vô địch vào năm 2019. Năm 2020, anh có buổi ra mắt lần đầu trong màu áo đội tuyển quốc gia cấp chuyên nghiệp, sau này anh cùng với các đồng đội giành chức vô địch UEFA Nations League 2023 và UEFA Euro 2024.

## Thống kê sự nghiệp

### Câu lạc bộ
Tính đến 19 tháng 5 năm 2024
| Câu lạc bộ              | Mùa giải            | Giải đấu            | Giải đấu | Giải đấu | Cúp quốc gia | Cúp quốc gia | Châu Âu | Châu Âu | Khác | Khác | Tổng cộng | Tổng cộng |
| Câu lạc bộ              | Mùa giải            | Hạng đấu            | Trận     | Bàn      | Trận         | Bàn          | Trận    | Bàn     | Trận | Bàn  | Trận      | Bàn       |
| ----------------------- | ------------------- | ------------------- | -------- | -------- | ------------ | ------------ | ------- | ------- | ---- | ---- | --------- | --------- |
| Osasuna B               | 2013–14             | Tercera División    | 5        | 0        | —            | —            | —       | —       | —    | —    | 5         | 0         |
| Osasuna                 | 2014–15             | Segunda División    | 29       | 1        | 0            | 0            | —       | —       | —    | —    | 29        | 1         |
| Osasuna                 | 2015–16             | Segunda División    | 34       | 4        | 0            | 0            | —       | —       | 4    | 3    | 38        | 7         |
| Osasuna                 | Tổng cộng           | Tổng cộng           | 63       | 5        | 0            | 0            | —       | —       | 4    | 3    | 67        | 8         |
| Borussia Dortmund       | 2016–17             | Bundesliga          | 8        | 0        | 1            | 0            | 0       | 0       | 0    | 0    | 9         | 0         |
| Newcastle United (mượn) | 2017–18             | Premier League      | 7        | 0        | 0            | 0            | —       | —       | —    | —    | 7         | 0         |
| Newcastle United        | 2017–18             | Premier League      | 17       | 1        | 1            | 0            | —       | —       | —    | —    | 18        | 1         |
| Newcastle United        | Tổng cộng           | Tổng cộng           | 24       | 1        | 1            | 0            | —       | —       | —    | —    | 25        | 1         |
| Real Sociedad           | 2018–19             | La Liga             | 29       | 3        | 3            | 1            | —       | —       | —    | —    | 32        | 4         |
| Real Sociedad           | 2019–20             | La Liga             | 36       | 5        | 7            | 1            | —       | —       | —    | —    | 43        | 6         |
| Real Sociedad           | 2020–21             | La Liga             | 26       | 2        | 1            | 0            | 8       | 0       | 1    | 0    | 36        | 2         |
| Real Sociedad           | 2021–22             | La Liga             | 34       | 3        | 3            | 0            | 6       | 1       | —    | —    | 43        | 4         |
| Real Sociedad           | 2022–23             | La Liga             | 33       | 2        | 3            | 1            | 7       | 0       | —    | —    | 43        | 3         |
| Real Sociedad           | 2023–24             | La Liga             | 32       | 5        | 6            | 1            | 7       | 2       | —    | —    | 45        | 8         |
| Real Sociedad           | Tổng cộng           | Tổng cộng           | 190      | 20       | 23           | 4            | 28      | 3       | 1    | 0    | 242       | 27        |
| Tổng cộng sự nghiệp     | Tổng cộng sự nghiệp | Tổng cộng sự nghiệp | 290      | 26       | 25           | 4            | 28      | 3       | 5    | 3    | 348       | 36        |

1. ↑  Bao gồm DFB-Pokal, FA Cup, Copa del Rey
2. ↑  Số lần ra sân tại vòng play-off của Segunda División
3. ↑  Bao gồm ra sân trận chung kết Cúp Nhà vua Tây Ban Nha 2020 (ra sân vào năm 2021)
4. 1 2 3  Số lần ra sân tại UEFA Europa League
5. ↑  ra sân tại Supercopa de España
6. ↑  Số lần ra sân tại UEFA Champions League

### Quốc tế
Tính đến 14 tháng 7 năm 2024
| Đội tuyển quốc gia | Năm       | Trận | Bàn |
| ------------------ | --------- | ---- | --- |
| Tây Ban Nha        | 2020      | 6    | 0   |
| Tây Ban Nha        | 2021      | 5    | 0   |
| Tây Ban Nha        | 2023      | 8    | 1   |
| Tây Ban Nha        | 2024      | 9    | 1   |
| Tổng cộng          | Tổng cộng | 28   | 2   |

Tính đến trận đấu diễn ra ngày 5 tháng 7 năm 2024
Điểm số của Tây Ban Nha được liệt kê đầu tiên, cột điểm số cho biết điểm số sau mỗi bàn thắng của Merino.
| No. | Ngày                | Địa điểm                                        | Trận | Đối thủ | Bàn thắng | Kết quả      | Giải đấu                 |
| --- | ------------------- | ----------------------------------------------- | ---- | ------- | --------- | ------------ | ------------------------ |
| 1   | 12 tháng 9 năm 2023 | Sân vận động Los Cármenes, Granada, Tây Ban Nha | 17   | Síp     | 2–0       | 6–0          | Vòng loại UEFA Euro 2024 |
| 2   | 5 tháng 7 năm 2024  | MHPArena, Stuttgart, Đức                        | 26   | Đức     | 2–1       | 2–1 (s.h.p.) | UEFA Euro 2024           |

## Danh hiệu
Borussia Dortmund
- DFB-Pokal: 2016–17[7]

Real Sociedad
- Copa del Rey: 2019–20[5][9]

U-19 Tây Ban Nha
- UEFA European Under-19 Championship: 2015[10]

U-21 Tây Ban Nha
- UEFA European Under-21 Championship: 2019[11]

Olympic Tây Ban Nha
- Huy chương bạc Thế vận hội Mùa hè: 2020[12]

Tây Ban Nha
- UEFA European Championship: 2024[13]
- UEFA Nations League: 2022–23;[14] á quân: 2020–21[15]

Cá nhân
- Đội hình xuất sắc nhất mùa giải của La Liga: 2022–23[16]
- Cầu thủ xuất sắc nhất tháng của La Liga: Tháng 3 năm 2024 (cùng với Mikel Oyarzabal)[17]
- Cầu thủ xuất sắc nhất tháng của Segunda División: Tháng 6 năm 2016[18]